# Anders Helgstrand
Lars Anders Helgstrand (16. oktober 1918 i Overjärna – 11. august 1985 i Dragør) var en svensk pilot og administrerende direktør i Sterling Airways.
Han har været jagerpilot, flyvelærer, testpilot og luftkaptajn. I 1940'erne var han testpilot i Trollhättan for Saab. 
Senere blev han luftkaptajn i SAS, og chef for testflyvningsafdelingen.
Han fløj Caravelle og Douglas DC-8. Efter en kontrovers med SAS, sagde han op, og stod som 43-årig uden arbejde.
Helgstrand kom derefter til det nystartede Sterling Airways i 1962 som chefpilot og operations chef. Sterling Airways blev startet af Eilif Krogager og betjente primært Tjæreborg Rejser. 
Da Jørgen Størling i 1966 forlod Sterling Airways, blev Helgstrand også administrerende direktør, men fortsatte som luftkaptajn i selskabet. Under hans ledelse blev det Europas største private luftselskab og verdens største charterflyselskab. Han ledede selskabet frem til 1980, hvor han modvilligt gik på pension.
Efter pensioneringen flyttede han til Frankrig, men døde i Danmark som 66-årig i 1985.

## Eksterne kilder og henvisninger
- Anders Helgstrand på gravsted.dk
- Virk-info.dk Arkiveret 9. januar 2012 hos  Wayback Machine